# Kjell Barnekow (1804–1863)
Kjell Henrik Barnekow, född 1 februari 1804 i Vittskövle församling, Kristianstads län, död 6 augusti 1863 i Helsingborgs landsförsamling, Malmöhus län, var en svensk greve, militär och hovman.

## Biografi
Kjell Barnekow föddes 1804 på Vittskövle slott i Vittskövle socken. Han var son till överstekammarjunkaren greve Christian Barnekow och friherrinnan Elisabet Amalia Charlotta Ramel. Barnekow blev 22 april 1807 kvartermästare vid Skånska karabinjärregementet och 19 december 1818 kornett vid Skånska husarregementet. Han blev 21 september 1826 löjtnant och upphöjdes vid faderns död 1830 till grevlig värdighet. Barnekow tog 14 maj 1831 avsked med ryttmästares namn, heder och värdighet och blev 1855 kammarherre. Han avled 1863 på Ramlösa i Helsingborgs landsförsamling.

### Familj
Barnekow gifte sig 1 januari 1831 på Årup i Ivetofta församling med grevinnan Ulrika Eleonora Sofia Wachtmeister af Johannishus (1807–1850), dotter till en av rikets herrar, justitiestatsministern greve Hans Gabriel Trolle-Wachtmeister af Johannishus och friherrinnan Hedvig Amalia Charlotta Klinckowström. De fick tillsammans barnen Amelie Barnekow (1832–1885) som var gift översten Henrik Vilhelm Queckfeldt, Sofia Barnekow (1833–1900) som var gift med godsägaren greve Gustaf Malkolm Hamilton, Sigrid Barnekow (1834–1901) som var gift med löjtnanten Lage August Posse och envoyén friherre Lave Gustaf Beck-Friis, konsulen Adolf Barnekow (1838–1924), kommendören Edvard Barnekow (1839–1897) och underlöjtnanten Kjell Christian Barnekow (1843–1874).